# Едсел Форд (планина)
Планината Едсел Форд (на английски: Edsel Ford Ranges) е обширна, сравнително ниска планина в Западна Антарктида, Земя Мери Бърд. Простира се на близо 200 km от север на юг между 76° и 78° ю.ш. и на близо 180 km от изток на запад между 140° и 149° з.д. покрай Бреговете Сандърс и Рупърт, източно от големия шелфов ледник Салзбергер. Изградена е основно от метаморфозирани теригенни и карбонатни седименти, а също гранодиорити и гранити. Състои се от множество ниски хребети Филипс, Фосдик (връх Аверс 1370 m, 76°29′ ю. ш. 145°15′ з. д. / 76.483333° ю. ш. 145.25° з. д.), Честър, Денфелд, Кларк, Алегейни, Суондън, Маккей, Хейнс, Херши и др. ориентирани в различни посоки, между които надолу към шелфовия ледник Салзбергер се спускат мощни долинни ледници – Хамънд, Бойд, Артър, Кревас-Вали, Болчен и др.
Планината е открита на 5 декември 1929 г. по време на разузнавателен полет на ръководителят на американската антарктическа експедиция Ричард Бърд, който наименува новооткритата планинска система в чест на Едсел Форд (1893 – 1943), президент на автомобилната компания Форд (1919 – 1943), спонсор на експедицията. Впоследствие планината е детайлно картирана от американски картографи на базата на направените аерофотоснимки.
- Северната част на планината Едсел Форд (1967)
- Южната част на планината Едсел Форд (1968)